# Calle de Barcelona
La calle de Barcelona es una vía pública de la ciudad española de Madrid, situada en el barrio de Sol, distrito Centro, y que une la calle de Cádiz con la de la Cruz.

## Historia

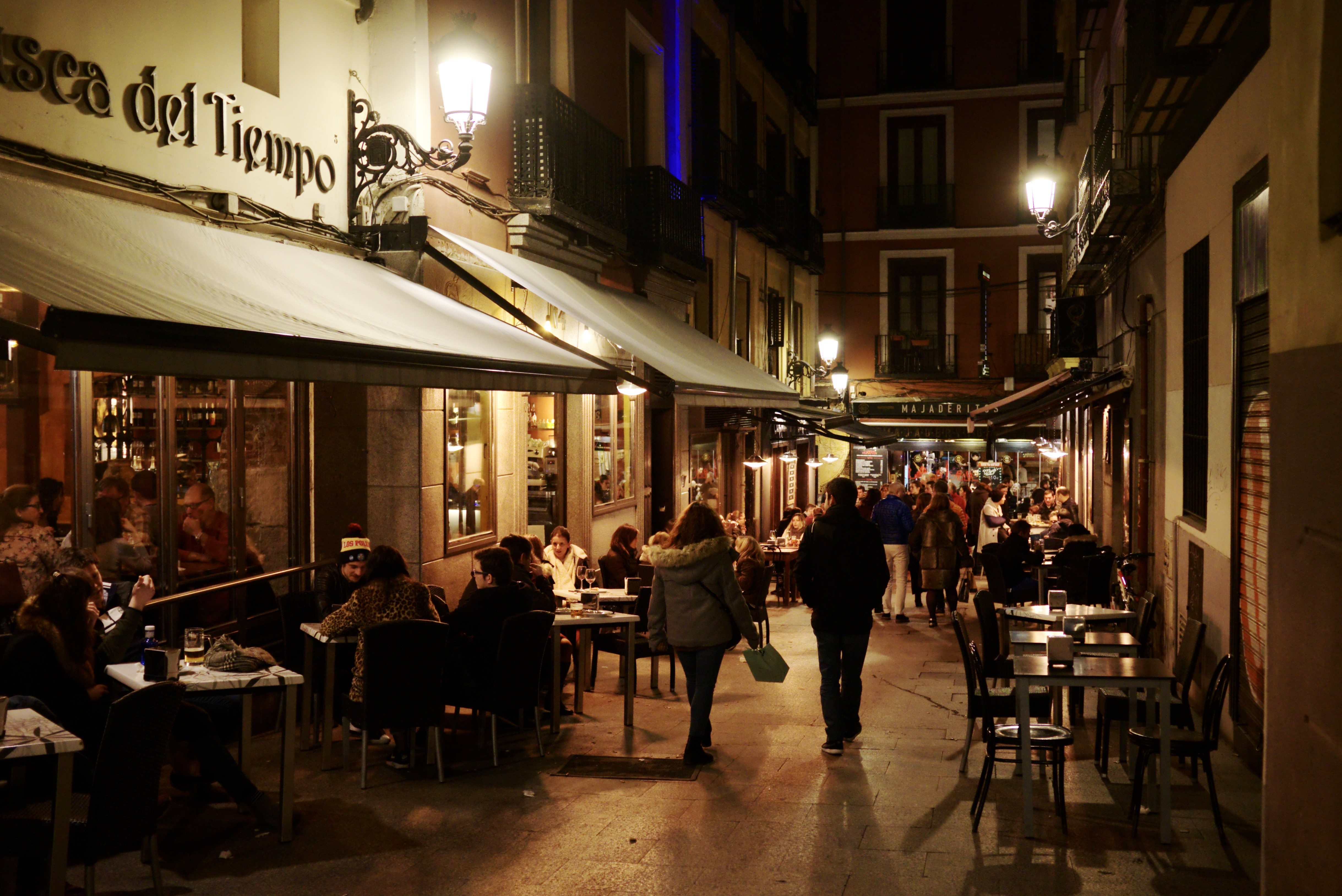
Vista nocturna

Comienza en la calle de Cádiz y, discurriendo en dirección norte-sur, termina en la calle de la Cruz. Aparece tanto en el plano de Texeira de 1656 como en el de Antonio Espinosa de los Monteros de 1769, en el primero, sin nombre, y en el segundo, con la denominación de «ancha de Majaderitos». Antonio de Capmany le atribuye, en cambio, la denominación de «angosta de Majaderitos», y a la de Cádiz, la de «ancha».
Hilario Peñasco de la Puente y Carlos Cambronero apuntan que según Ramón de Mesonero Romanos la calle habría tomado este nombre de «Majaderitos» por el mazo denominado «majadero» o «majaderito» que habrían usado los batihojas o tiradores de oro que ocupaban dicha calle. En 1889 se conservaban antecedentes de construcciones particulares desde 1739. Su nombre haría referencia a la ciudad de Barcelona.